# Omobranchus
Omobranchus es un género de peces de la familia de los blénidos en el orden de los Perciformes.

## Especies
Existen las siguientes especies en este género:
- Omobranchus anolius (Valenciennes, 1836)
- Omobranchus aurosplendidus (Richardson, 1846)
- Omobranchus banditus (Smith, 1959)
- Omobranchus elegans (Steindachner, 1876)
- Omobranchus elongatus (Peters, 1855)
- Omobranchus fasciolatoceps (Richardson, 1846)
- Omobranchus fasciolatus (Valenciennes, 1836)
- Omobranchus ferox (Herre, 1927)
- Omobranchus germaini (Sauvage, 1883)
- Omobranchus hikkaduwensis (Bath, 1983)
- Omobranchus loxozonus (Jordan & Starks, 1906)
- Omobranchus mekranensis (Regan, 1905)
- Omobranchus obliquus (Garman, 1903)
- Omobranchus punctatus (Valenciennes, 1836)
- Omobranchus robertsi (Springer, 1981)
- Omobranchus rotundiceps (Macleay, 1881)
- Omobranchus smithi (Rao, 1974)
- Omobranchus steinitzi (Springer & Gomon, 1975)
- Omobranchus verticalis (Springer & Gomon, 1975)
- Omobranchus woodi (Gilchrist & Thompson, 1908)
- Omobranchus zebra (Bleeker, 1868)